# Gustaf Berggren (ingenjör)
Gustaf Berggren, född 30 november 1873 i Nedre Ulleruds församling, död 13 juli 1958 i Stockholm, var en svensk ingenjör.
Berggren blev utexaminerad från Filipstads bergsskola 1897 och var därefter arbetschef för olika byggnadsarbeten 1898–1904, bland annat för tunnelbyggnaderna å statsbanan Huddinge-Tumba. Han var anställd hos AB Vattenbyggnadsbyrån 1905–1909, och därefter arbetschef vid olika kraftanläggningar, bland annat 1911–1919 vid Stockholm stads vattenkraftansläggningar vid Untra och sedan 1926 vid Lanforsen kraft a-b vid Älvkarleö. Berggren blev riddare av Vasaorden 1920 och av Nordstjärneorden 1936. Han är begraven på Norra begravningsplatsen utanför Stockholm.